# 志和賀川
志和賀川（しわががわ）は、京都府南丹市日吉町の志和賀を流れる淀川4次支流の川である。

## 地理
志和賀村の山地から水を集め、京都府道80号日吉京丹波線に沿って東に流れ、日吉町保野田（下保野田）で胡麻川の右岸に流入する。志和賀川に流入する流れのうち2本はゴルフ場からの流れである。
延長は、志和賀鎌峠・アラリからヲコタ・中筋までの準用河川が450m、そこから胡麻川流入までの一級河川が4.00kmで、計4.45kmである。

## 流域の村
南丹市
- 日吉町
  - 胡麻地域
    - 志和賀
    - 保野田（下保野田）

## 主な支流
- ヘナミ川
- 草貝川
- 八栄川
- 志保谷川

## 主な橋梁
- 見田橋
- 倉掛橋

## 流域にある水道施設
- 南丹市日吉志和賀ポンプ場[3] – 日吉町志和賀出合

## 流域にあるため池
- 谷口池 – 管理者：谷口池水利組合
- 京殿池 – 管理者：京殿水利組合
- ヘナミ池 – 管理者：志和賀西組水利組合
- 出合池 – 管理者：志和賀水利組合
- 八栄池 – 管理者：八栄水利組合
- 上記のため池は、志和賀川の支川も含む。

## 流域にある主な施設
- クラウンヒルズ京都ゴルフ場
- 志和賀プール

## 流域にある城跡
- 志和賀城跡
- 志和賀南城跡